# Charles Grodin

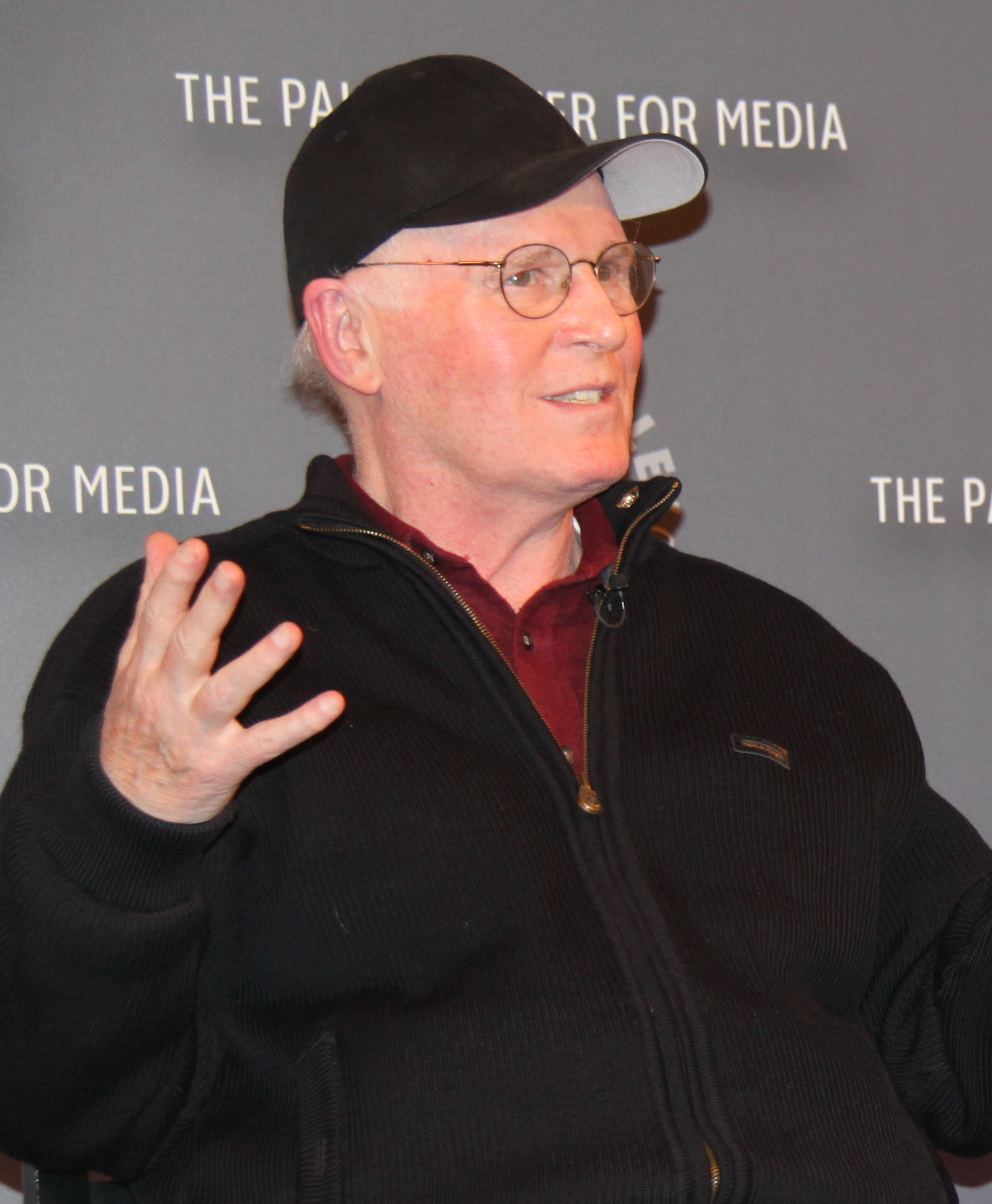
Charles Grodin (2013)

Charles Sidney Grodin (* 21. April 1935 in Pittsburgh, Pennsylvania; † 18. Mai 2021 in Wilton, Connecticut) war ein US-amerikanischer Schauspieler, Komiker, Schriftsteller, Radiomoderator und Theaterregisseur.

## Leben und Karriere
Grodin studierte an der University of Miami und lernte anschließend Schauspielkunst bei Lee Strasberg und Uta Hagen in New York.
Sein Debüt als Schauspieler gab er am Broadway an der Seite von Anthony Quinn. Danach spielte er zunächst in weiteren Theaterstücken, gab 1954 sein Spielfilmdebüt und war seit 1958 in kleineren Rollen in verschiedenen Fernsehsendungen zu sehen. 1965 wurde Grodin Assistent des Theater- und Filmregisseurs Gene Saks. Der Durchbruch als Filmschauspieler gelang Grodin 1970 mit einer Nebenrolle in Mike Nichols gleichnamiger Verfilmung von Joseph Hellers Catch-22.
Grodin wurde in erster Linie als komischer Schauspieler bekannt, so hatte er seine erste Hauptrolle in Elaine Mays renommierter Komödie Pferdewechsel in der Hochzeitsnacht (The Heartbreak Kid) aus dem Jahr 1972, für die er für den Golden Globe Award in der Kategorie Bester Hauptdarsteller – Komödie oder Musical nominiert wurde. Es folgten Auftritte in Gene Wilders Komödie Die Frau in Rot von 1984 und der Action-Komödie Midnight Run von 1988, in der er an der Seite von Robert De Niro eine Hauptrolle als eigenwilliger Buchhalter übernahm, der einem Mafiaboss Millionen stiehlt und dafür von Polizei und Gangstern gejagt wird. Er betätigte sich mitunter auch als Autor, so gewann er einen Emmy Award für seine Tätigkeit an einer Fernsehshow von Paul Simon (in der Kategorie Primetime Emmy Award for Outstanding Writing for a Variety Special).
Grodin verkörperte laut dem Filmkritiker Tobias Kniebe in der SZ kaum strahlende Helden, viel häufiger den „Jedermann im Kampf mit den Tücken des Lebens“, der gelegentlich einen Ausbruch aus seinem Durchschnittsleben wagte. Bekannt war Grodin auch aus Filmen wie der King-Kong-Neuverfilmung von 1976, den Muppets-Film Die große Muppet-Sause aus dem Jahr 1981, Ron Underwoods 4 himmlische Freunde von 1994 und den von John Hughes produzierten Familienfilmen Ein Hund namens Beethoven (1992) und Eine Familie namens Beethoven (1993), in letzteren beiden verkörperte er den Familienvater. Für seine Leistung in Ivan Reitmans Politiksatire Dave wurde Grodin 1994 mit dem American Comedy Award als "Bester Nebendarsteller in einem Spielfilm" ausgezeichnet.
Mitte der 1990er-Jahre zog sich Grodin weitgehend aus dem Filmgeschäft zurück, um sich Tätigkeiten als Autor und Moderator zu widmen. So war er Autor mehrerer Sachbücher und Theaterstücke. Er war außerdem an mehreren Radiosendungen beteiligt. So moderierte er von 1995 bis 1998 seine eigene Radiosendung The Charles Grodin Show auf CNBC. Mitte der 2010er-Jahre kehrte er nochmals für einige Produktionen vor die Kamera zurück, so trat er in der Fernsehserie Louie mit Louis C. K. in einer wiederkehrenden Nebenrolle auf und spielte unter Regie von Noah Baumbach in der Tragikomödie Gefühlt Mitte Zwanzig. Sein Schaffen für Film und Fernsehen umfasst rund 70 Produktionen.
Grodin war in zweiter Ehe von 1983 bis zu seinem Tod mit Elissa Durwood verheiratet, mit der er einen Sohn hatte. Er starb im Mai 2021 im Alter von 86 Jahren in seinem Haus im US-Staat Connecticut an den Folgen einer Krebserkrankung. Seine Tochter aus erster Ehe ist die Komikerin Marion Grodin.

## Filmografie (Auswahl)
- 1954: 20.000 Meilen unter dem Meer (20,000 Leagues Under the Sea)
- 1964: Sex and the College Girl
- 1968: Rosemaries Baby (Rosemary’s Baby)
- 1970: Catch-22 – Der böse Trick (Catch-22)
- 1972: Pferdewechsel in der Hochzeitsnacht (alt.: Der Herzensbrecher; engl.: The Heartbreak Kid)
- 1974: Brillanten und Kakerlaken (11 Harrowhouse)
- 1976: King Kong
- 1977: Ich habe recht und du bist schuld (Thieves)
- 1978: Der Himmel soll warten (Heaven Can Wait)
- 1978: Nur ich und du (Just Me and You)
- 1979: Aus dem Leben gegriffen (Real Life)
- 1979: Heiße Hölle Acapulco (Sunburn)
- 1980: Fast wie in alten Zeiten (Seems Like Old Times)
- 1980: It’s My Turn – Ich nenn’ es Liebe (It’s My Turn)
- 1981: Die große Muppet-Sause (The Great Muppet Caper)
- 1981: Die unglaubliche Geschichte der Mrs. K. (The Incredible Shrinking Woman)
- 1984: Ein Single kommt selten allein (The Lonely Guy)
- 1984: Die Frau in Rot (The Woman in Red)
- 1985: Achtung, Dinosaurier! (Movers & Shakers)
- 1986: Club Sandwich (Last Resort)
- 1987: Ishtar
- 1988: Midnight Run – Fünf Tage bis Mitternacht (Midnight Run)
- 1988: Der Couch-Trip (The Couch Trip)
- 1988: Man(n) hat’s nicht leicht (You Can’t Hurry Love)
- 1990: Filofax – Ich bin du und du bist nichts (Taking Care of Business)
- 1992: Ein Hund namens Beethoven (Beethoven)
- 1993: Dave
- 1993: Liebling, hältst Du mal die Axt? (So I Married an Axe Murderer)
- 1993: 4 himmlische Freunde (Heart and Souls)
- 1993: Eine Familie namens Beethoven (Beethoven’s 2nd)
- 1994: Vorsicht Nachbarn (It Runs in the Family)
- 1994: Clifford – Das Kleine Scheusal (Clifford)
- 2006: Dein Ex – Mein Albtraum (The Ex)
- 2014: Der letzte Akt (The Humbling)
- 2014: Gefühlt Mitte Zwanzig (While We’re Young)
- 2014–2015: Louie (Fernsehserie, 5 Folgen)
- 2016: Madoff – Der 50-Milliarden Dollar Betrug (Madoff; Fernseh-Miniserie, 4 Folgen)
- 2016: The Comedian – Wer zuletzt lacht (The Comedian)
- 2017: The Private Life of a Modern Woman

## Theatrografie
- 1962: Tchin-Tchin
- 1964: Absence of a Cello
- 1968: Lovers and Other Strangers
- 1974: Thieves
- 1975: Same Time, Next Year
- 1977: Unexpected Guests

## Schriften
- It would be so nice if you weren’t here : my journey through show business. Morrow, New York c1989.
- Price of fame : a play. S. French, New York c1991.
- One of the all-time greats : a comedy. S. French, New York c1992.
- How I get through life : a wise and witty guide. Morrow, New York c1992.
- Freddie the fly. Mit Illustrationen von Sal Murdocca. Random House, New York c1993.
- We’re ready for you, Mr. Grodin : behind the scenes at talk shows, movies, and elsewhere. Charles Scribner’s Sons, New York c1994.
- I like it better when you’re funny : working in television and other precarious adventures. Random House, New York c2002.
- If I only knew then-- : learning from our mistakes. Springboard Press, New York c2007.
- The right kind of people. Samuel French, New York c2008.
- How I got to be whoever it is I am. Springboard Press, New York 2009.